# Балих
Балих (шум. ba-li-iḫ) — четырнадцатый правитель Раннего Династического II периода Шумера после Всемирного потопа. Четырнадцатый представитель первой династии города-государства древнего Шумера Киша, расположенного на юге древней Месопотамии, который правил 400 лет, согласно Ниппурскому царскому списку. Сын Этаны.
Согласно «Царскому списку» правил он, как и все ранние цари, неестественно долго — 400 лет (есть вариант 410 лет).
| I династия Киша       |                |                     |
| Предшественник: Этана | правитель Киша | Преемник: Энменнуна |